# Chen Wen-huei
Chen Wen-huei (em chinês:  陳玟卉; Taipé, 23 de fevereiro de 1997) é uma halterofilista taiwanesa, medalhista olímpica.

## Carreira
Wen-huei conquistou a medalha de bronze nos Jogos Olímpicos de Verão de 2020 em Tóquio como representante do Taipé Chinês, após levantar 230 kg na categoria feminina para pessoas com até 64 kg. Em dezembro de 2021, ela ganhou a prata no Campeonato Mundial de Halterofilismo.